# Partia Republikańska (2021–2023)

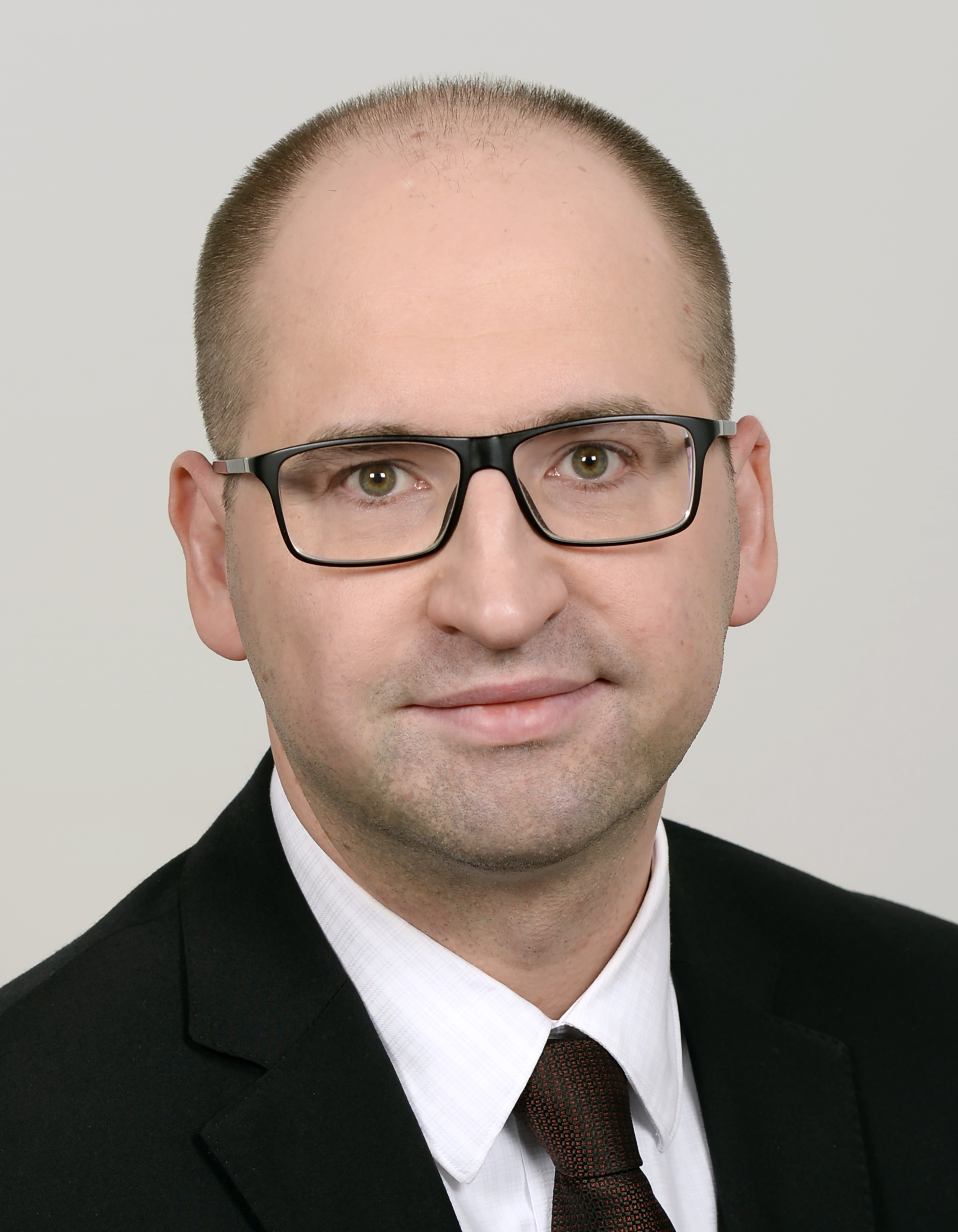
Prezes partii Adam Bielan

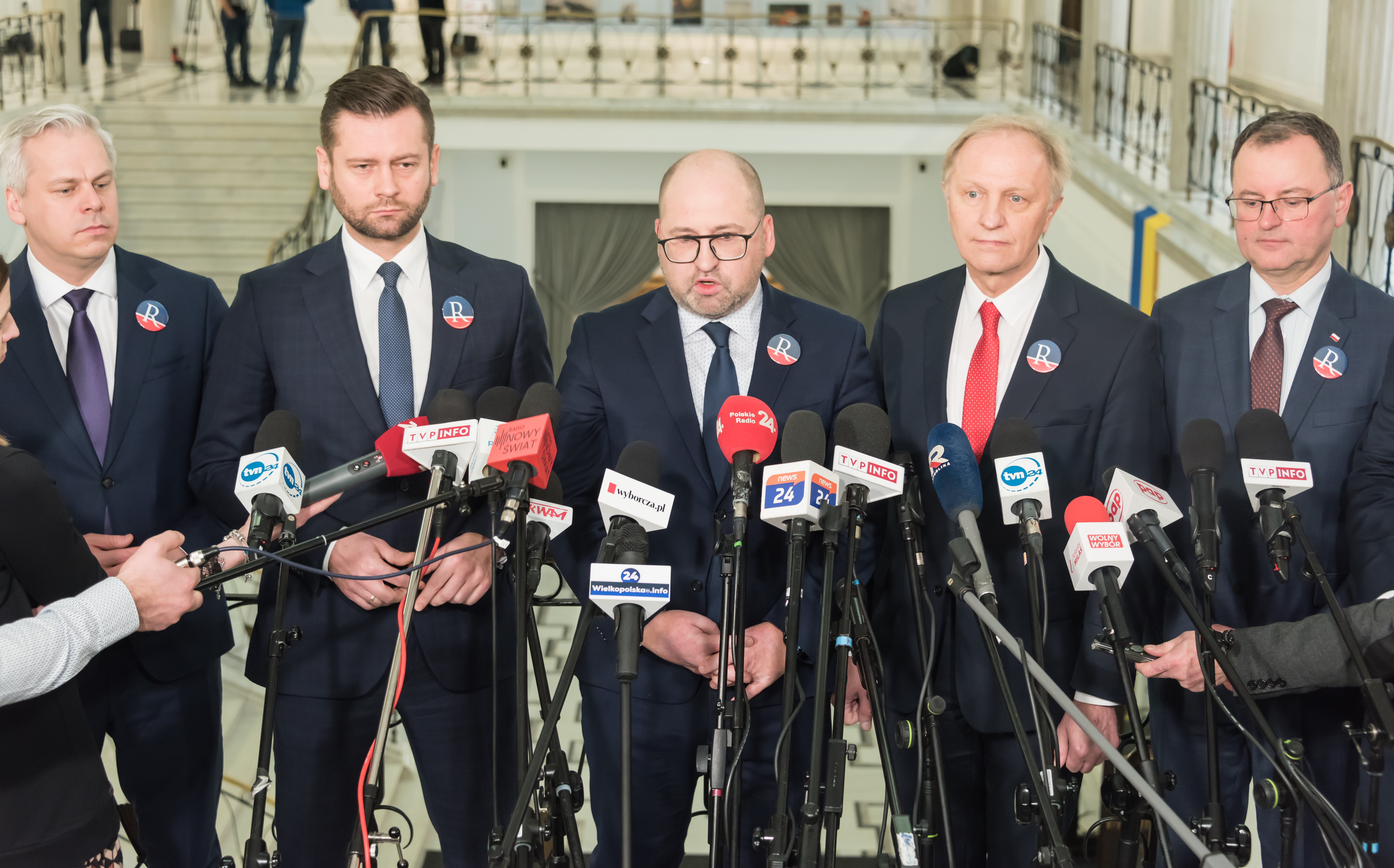
Politycy Partii Republikańskiej podczas konferencji prasowej w Sejmie. Stoją od lewej: Karol Rabenda, Kamil Bortniczuk, Adam Bielan, Włodzimierz Tomaszewski i Arkadiusz Czartoryski (2023)

Partia Republikańska (Republikanie) – polska prawicowa partia polityczna związana ze Stowarzyszeniem „Republikanie”, powołana do życia w 2021 w wyniku rozłamu w Porozumieniu. W 2023 rozwiązała się, wchodząc w skład Prawa i Sprawiedliwości.

## Historia
Wniosek o rejestrację partii złożyli w październiku 2017 działacze „Republikanów” (Monika Baran, Piotr Opaczewski i Agata Żemetro) przeciwni działaniom tworzącej wówczas Partię Republikańską posłanki Anny Siarkowskiej (ugrupowanie to zarejestrowane było w latach 2018–2019), współtworzący w 2017 Porozumienie. Partia związana ze Stowarzyszeniem „Republikanie” została zarejestrowana 7 stycznia 2021.
Na przełomie stycznia i lutego 2021 doszło do sporu w Porozumieniu, gdy część partii związana z Adamem Bielanem uznała, że jako przewodniczący konwencji krajowej ugrupowania został on p.o. prezesa partii, gdyż jej zdaniem wygasł mandat Jarosława Gowina do pełnienia funkcji prezesa. Działacze „Republikanów” opowiedzieli się w tym sporze po stronie Adama Bielana, którego grupa została usunięta z partii (nie uznając decyzji o wykluczeniach).
20 czerwca 2021 odbył się Zjazd Republikański, na którym ogłoszono, że Porozumienie (kierowane w mniemaniu tej grupy przez eurodeputowanego Adama Bielana, który został przewodniczącym Komitetu Zjednoczeniowego) weszło w skład zarejestrowanej w styczniu 2021 Partii Republikańskiej. W ugrupowaniu znalazło się pięciu posłów – czterech wykluczonych wcześniej z Porozumienia i należących do klubu parlamentarnego PiS (minister bez teki Michał Cieślak, wiceminister funduszy i polityki regionalnej Jacek Żalek, a także Kamil Bortniczuk i Włodzimierz Tomaszewski) oraz niezrzeszony wówczas Lech Kołakowski, który wcześniej odszedł z PiS i współpracował krótko z Porozumieniem (12 dni później jako poseł Republikanów powrócił do klubu PiS); współpracę z Partią Republikańską podjął ponadto poseł Mieczysław Baszko, który jednak nie wystąpił wówczas z Porozumienia. Do partii przystąpili liderzy Stowarzyszenia „Republikanie” (na czele z prezesem Karolem Rabendą), związało się z nią również środowisko Chrześcijańskiego Ruchu Samorządowego. Gośćmi zjazdu byli m.in. prezesi Prawa i Sprawiedliwości (wicepremier Jarosław Kaczyński) i Federacji dla Rzeczypospolitej (Marek Jakubiak), a także zakładający stowarzyszenie Centrum poseł Łukasz Mejza. Podczas zjazdu została przyjęta deklaracja ideowo-programowa partii.
7 lipca 2021 do partii dołączył poseł Arkadiusz Czartoryski, przechodząc z koła Wybór Polska (powracając tym samym po 12 dniach do klubu PiS). Tydzień później inna była członkini tego koła Małgorzata Janowska także przystąpiła do Partii Republikańskiej (powróciła jednocześnie do klubu PiS po 19 dniach, przechodząc z koła Polskie Sprawy). 11 sierpnia Mieczysław Baszko oficjalnie ogłosił przejście z Porozumienia do Partii Republikańskiej. 12 września odbył się kongres partii, na którym wybrano władze. Na prezesa został wybrany Adam Bielan, a na wiceprezesów Magdalena Błeńska, Michał Cieślak i lider ChRS Arkadiusz Urban. W październiku kolejnym posłem partii został Łukasz Mejza, który objął funkcję wiceministra odpowiedzialnego za sport (wbrew zapowiedzi Adama Bielana nie przystąpił jednak do klubu parlamentarnego PiS). Został on także wiceprezesem partii, podobnie jak Kamil Bortniczuk i Jacek Żalek (w listopadzie Łukasz Mejza został jednak usunięty z władz partii). W październiku 2021 do partii przystąpił senator Tadeusz Kopeć (działający jednocześnie w stowarzyszeniu OdNowa RP, powołanym przez innych byłych polityków Porozumienia).
26 października 2021 Kamil Bortniczuk został powołany w skład rządu Mateusza Morawieckiego na urząd ministra sportu i turystyki. 30 listopada tego samego roku Lech Kołakowski objął stanowisko wiceministra rolnictwa i rozwoju wsi. Wcześniej w tym miesiącu reprezentanci Republikanów objęli stanowiska wicewojewodów warmińsko-mazurskiego (Piotr Opaczewski) i podlaskiego (Bogusława Szczerbińska). 24 grudnia, po swojej rezygnacji, Łukasz Mejza został odwołany ze stanowiska wiceministra. 15 czerwca 2022 ze stanowiska ministra bez teki odwołany został Michał Cieślak, a dwa dni później w jego miejsce jako reprezentant Partii Republikańskiej został powołany na nie Włodzimierz Tomaszewski. W marcu 2023 z funkcji wiceministerialnej ustąpił Jacek Żalek, a 15 czerwca tego samego roku zastąpiła go na niej Ewelina Owczarska.
W wyborach parlamentarnych w 2023 kilkunastu przedstawicieli partii startowało z list PiS do Sejmu, ponadto do Senatu z ramienia PiS kandydował Andrzej Wojtyła. Mandaty w parlamencie zdobyli czterej działacze Partii Republikańskiej – reelekcję uzyskali Kamil Bortniczuk, Michał Cieślak, Arkadiusz Czartoryski i Łukasz Mejza. Zasiedli oni w klubie parlamentarnym PiS. W powołanym w pierwszym kroku konstytucyjnym kolejnym rządzie Mateusza Morawieckiego, działającym przez kilkanaście dni, przedstawiciele Republikanów nie znaleźli się wśród ministrów konstytucyjnych. Następnie partia wraz z całym klubem PiS przeszła do opozycji i jej działacze zostali odwołani ze stanowisk rządowych niższych szczebli.
16 grudnia 2023 na posiedzeniu rady politycznej Partia Republikańska oraz rada polityczna Prawa i Sprawiedliwości podjęły uchwały o połączeniu obu partii politycznych poprzez wchłonięcie Partii Republikańskiej przez PiS. Adam Bielan wszedł w skład komitetu politycznego PiS.

## Program
Według ugrupowania istotnymi wartościami były: rodzina jako związek kobiety i mężczyzny, wspólnota narodowa, niepodległe państwo, własność prywatna oraz demokracja. Partia opowiadała się za programami prorodzinnymi i aktywizującymi młode pokolenie, rozwiązaniami proprzedsiębiorczymi, łączeniem aktywności oddolnej ze wspólnotową polityką państwa, zwiększaniem suwerenności energetycznej w połączeniu z „zielonym ładem”, aktywizowaniem obywateli w polityce obronnej, reformą sądownictwa i szkolnictwa, dalszą deregulacją zawodów, odwoływaniem się do tradycji niepodległościowej I i II Rzeczypospolitej, współpracą z Polonią, rozwijaniem NATO, obecnością Polski w Unii Europejskiej, rozwijaniem współpracy w ramach Grupy Wyszehradzkiej, objęciem priorytetem współpracy z USA, szeroką współpracą z Wielką Brytanią, wspieraniem napływu myśli naukowo-technicznej i kadr naukowych do Polski, a także za wspieraniem Polaków m.in. na Wschodzie. 
W 2021 poza programem partia ogłosiła również deklarację ideowo-programową oraz „Fundamenty”.

## Działacze

### Zarząd Krajowy (pod koniec działalności)
Prezes:
- Adam Bielan

Wiceprezesi:
- Magdalena Błeńska
- Kamil Bortniczuk
- Michał Cieślak
- Arkadiusz Urban

Sekretarz generalny:
- Marcel Klinowski

Skarbnik:
- Wojciech Kasprowski

Przewodniczący Rady Krajowej:
- Karol Rabenda

Dyrektor Biura Krajowego:
- Monika Baran

Pozostali członkowie:
- Krzysztof Kowalski
- Piotr Opaczewski
- Ewelina Owczarska
- Włodzimierz Tomaszewski
- Agata Żemetro

### Posłowie X kadencji
- Kamil Bortniczuk
- Michał Cieślak
- Arkadiusz Czartoryski
- Łukasz Mejza

Wszyscy posłowie Partii Republikańskiej zostali wybrani z list Prawa i Sprawiedliwości i zasiadali w klubie tej partii.

### Poseł do Parlamentu Europejskiego
- Adam Bielan, grupa Europejscy Konserwatyści i Reformatorzy, wybrany z listy Prawa i Sprawiedliwości jako kandydat Porozumienia

### Posłowie IX kadencji
- Mieczysław Baszko – od 11 sierpnia 2021, przeszedł z Porozumienia, wybrany z listy Prawa i Sprawiedliwości
- Kamil Bortniczuk – minister sportu i turystyki, wybrany z listy Prawa i Sprawiedliwości jako kandydat Porozumienia
- Michał Cieślak, wybrany z listy Prawa i Sprawiedliwości jako kandydat Porozumienia
- Arkadiusz Czartoryski – sekretarz stanu w Ministerstwie Sportu i Turystyki; od 7 lipca 2021, przeszedł z koła Wybór Polska, wybrany z listy Prawa i Sprawiedliwości
- Małgorzata Janowska – od 14 lipca 2021, przeszła z koła Polskie Sprawy, wybrana z listy Prawa i Sprawiedliwości
- Lech Kołakowski – sekretarz stanu w Ministerstwie Rolnictwa i Rozwoju Wsi, wcześniej poseł niezrzeszony, wybrany z listy Prawa i Sprawiedliwości
- Łukasz Mejza, poseł niezrzeszony – od 18 października 2021, wybrany z listy Polskiego Stronnictwa Ludowego jako kandydat lubuskich Bezpartyjnych Samorządowców (mandat objął 16 marca 2021)
- Włodzimierz Tomaszewski – minister-członek Rady Ministrów, wybrany z listy Prawa i Sprawiedliwości jako kandydat Porozumienia
- Jacek Żalek, wybrany z listy Prawa i Sprawiedliwości jako kandydat Porozumienia

Wszyscy posłowie Partii Republikańskiej (oprócz Łukasza Mejzy) zasiadali w klubie Prawa i Sprawiedliwości.

### Senator X kadencji
- Tadeusz Kopeć – od 19 października 2021, klub Prawa i Sprawiedliwości, wybrany z ramienia PiS jako kandydat Porozumienia